# Sacciolepis africana
Sacciolepis africana là một loài thực vật có hoa trong họ Hòa thảo. Loài này được C.E.Hubb. & Snowden miêu tả khoa học đầu tiên năm 1936.